# Henk Krol

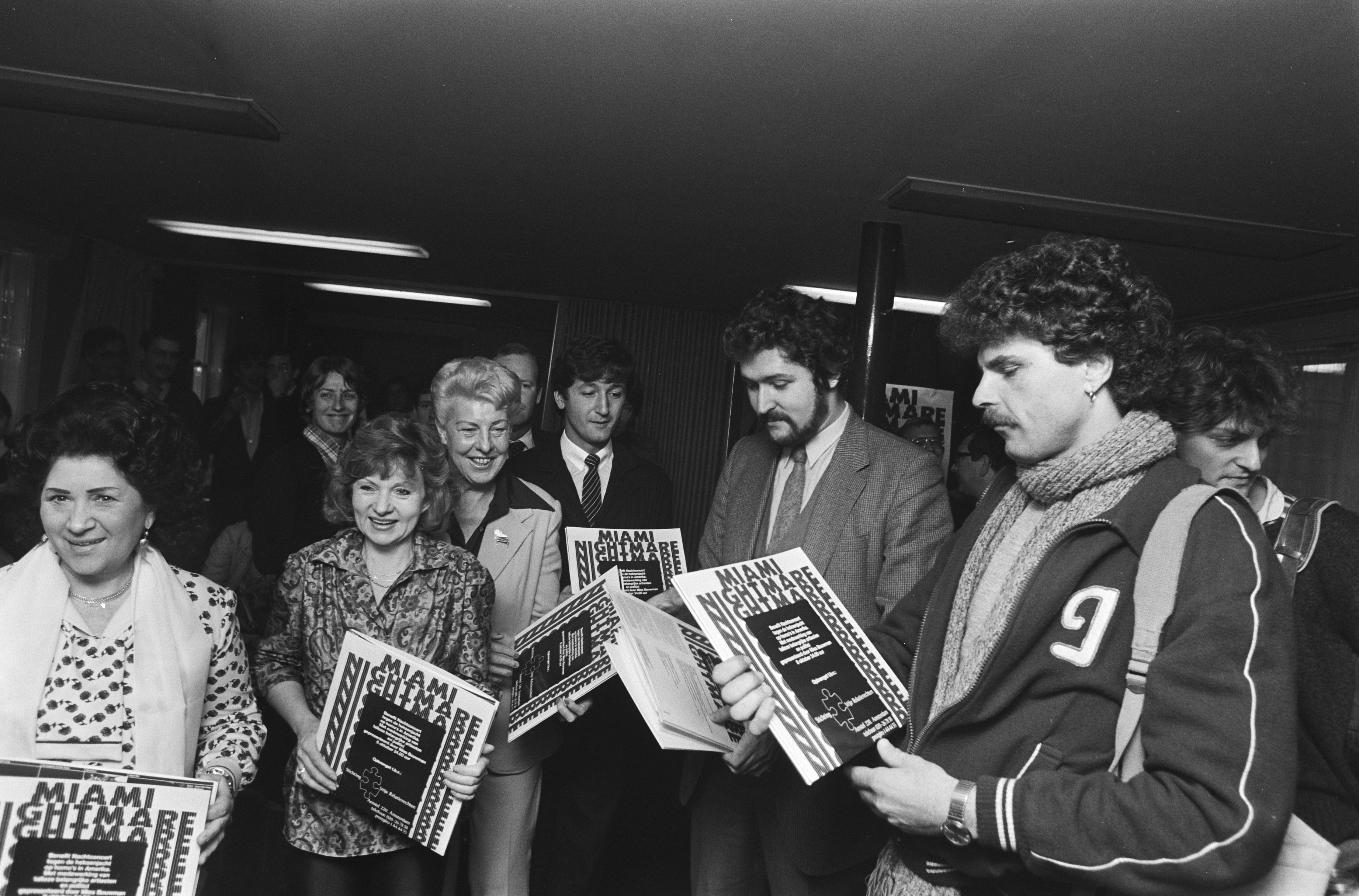
Presentatie opname Miami Nightmare (anti-Bryantmanifestatie) V.l.n.r. Zangeres Zonder Naam, Sylvia de Leur, Pia Beck, Manfred Langer, Henk Krol en Robert Long (1980)

Henricus Cornelis Maria (Henk) Krol (Tilburg, 1 april 1950) is een Nederlands voormalig parlementslid en voormalig grootaandeelhouder en hoofdredacteur van de Gay Krant. Hij was Tweede Kamerlid in 2012-2013 en 2014-2021.
Krol was journalist voor de Nederlandse Publieke Omroep en voorlichter van de Tweede Kamerfractie van de conservatief-liberale VVD, voordat hij in 1980 de Gay Krant oprichtte. Als hoofdredacteur hield Krol zich onder meer bezig met de aidsepidemie en pleitte hij voor de invoering van het homohuwelijk.
Krol maakte zijn actieve politieke debuut in 2011 voor de nieuwe ouderenpartij 50PLUS. Na zitting te hebben genomen in de Provinciale Staten in Noord-Brabant werd hij landelijk lijsttrekker voor de partij bij de Tweede Kamerverkiezingen 2012. Krols carrière in de Tweede Kamer leek een jaar later alweer voorbij, toen hij aftrad nadat aan het licht kwam dat hij in zijn eerdere functie als DGA van de Best Publishing Group (BPG), die de Gay Krant uitgaf, wegens financiële problemen van de onderneming pensioenpremies van werknemers niet afdroeg.
Toch keerde Krol in september 2014 terug als Tweede Kamerlid en als fractievoorzitter van 50PLUS, eerst als vervanger wegens ziekte van Martine Baay-Timmerman en vanaf 31 december van dat jaar als vast lid van de Tweede Kamer. Krol leidde de partij bij de Tweede Kamerverkiezingen 2017 (van twee naar vier zetels) en was door de leden reeds aangewezen als lijsttrekker voor de Tweede Kamerverkiezingen in maart 2021, maar op 3 mei 2020 stapte hij zelf op bij 50PLUS.

## Loopbaan
Krol begon zijn carrière bij de VPRO-radio. Via de TROS werd hij in 1977 voorlichter van de Tweede Kamerfractie van de VVD. In dat jaar richtte hij ook samen met ondernemer en homoactivist Walter Kamp en Coos Huijsen, het eerste openlijk homoseksuele Kamerlid, de Stichting Vrije Relatierechten op. Die organiseerde in 1977 in het Amsterdamse Concertgebouw Miami Nightmare, een evenement met optredens van tal van artiesten en politici. Het doel was politieke erkenning voor homorechten te krijgen en om 100.000 gulden in te zamelen voor een advertentiecampagne tegen de Amerikaanse homofoob Anita Bryant. Beide doelen werden ruimschoots bereikt. Met het resterende geld begon Krol de strijd voor de openstelling van het burgerlijk huwelijk.
In 1980 was Krol een van de oprichters van de Gay Krant. Het blad werd oorspronkelijk met de jaarwisseling 1979-1980 door een Eindhovense gay-bar als eenmalig relatiegeschenk uitgereikt aan zijn clientèle. De uitgave sloeg zo goed aan, dat besloten werd ermee door te gaan. In 1982 schreef hij als eerste Nederlandse journalist over aids. Voor zijn verdiensten voor homoseksueel Nederland werd hij op 20 december 1999 benoemd tot ridder in de Orde van Oranje-Nassau.
Hij was tevens medeproducent van diverse kunstprojecten en (mede)auteur van onder meer Rick's Report, Hoe vertel ik het mijn ouders? en Uit de Kast. Nadat hij er zelf mee werd geconfronteerd, werkte hij ook mee aan twee boeken over kanker: Buigen als Bamboe en Bekend met Kanker.
Krol streed samen met de jurist Jan Wolter Wabeke jarenlang voor de openstelling van het burgerlijk huwelijk voor homo- en lesbienneparen. Nederland ging daar op 1 april 2001 als eerste land van de wereld toe over. Hij verkreeg hiermee internationale bekendheid.
In 2009 ontving Krol de eerste Jos Brink-prijs vanwege zijn "fundamentele bijdrage aan de bevordering van de sociale acceptatie van homoseksuelen in Nederland".

### Politieke carrière
In maart 2011 was Krol kandidaat voor de ouderenpartij 50PLUS bij de verkiezingen voor de Provinciale Staten van Noord-Brabant en werd als Statenlid gekozen. Verder stond hij op de vijfde plaats op de kandidatenlijst van die partij voor de Eerste Kamerverkiezingen twee maanden later. Op 4 juni 2012 werd bekend dat Krol lijsttrekker werd van 50PLUS bij de Tweede Kamerverkiezingen van 2012. Het campagnelied was een bewerking van Peter (als Henkie) gezongen door het nu 50+koor van Sweet Sixteen. Al tijdens de verkiezingscampagne was hij gedwongen het belangrijkste punt uit zijn partijprogramma in te trekken. Dat de ouderen de laatste jaren het meest in koopkracht zouden hebben ingeleverd, bleek aantoonbaar onjuist.
Toen Krol zitting nam in de Tweede Kamer zegde hij zijn Statenlidmaatschap op. Zijn maidenspeech hield hij op 20 september 2012 tijdens het debat over de verkiezingsuitslag.
In maart 2013 werden drie bedrijven waar Krol directeur-grootaandeelhouder van was, Best Publishing Group, Best Publishing Group Beheer en digitale sekswinkel Gaytel, failliet verklaard.
In september 2012 werd Krol gekozen in de Tweede Kamer. In oktober 2013 stapte hij op. Op 10 september 2014 keerde hij terug wegens ziekte van Martine Baay. Op 17 oktober 2019 werd bekend dat het partijbestuur Krol voordroeg voor het lijsttrekkerschap van 50PLUS bij Tweede Kamerverkiezingen van maart 2021.
Op 3 mei 2020 verliet Krol 50PLUS vanwege slepende conflicten binnen de partij. In het tv-programma WNL op Zondag gaf hij aan de partij te verlaten en aan te blijven als Tweede Kamerlid en een nieuwe politieke partij te willen oprichten, de Partij voor de Toekomst, die deel zou moeten nemen aan de verkiezingen voor de Tweede Kamer op 17 maart 2021. Onafhankelijk Tweede Kamerlid Femke Merel van Kooten-Arissen sloot zich bij hem aan; zij vormden vanaf 3 mei 2020 de fractie Groep Krol/van Kooten-Arissen. Op 5 augustus 2020 verbrak Van Kooten-Arissen de samenwerking. Beiden gingen verder als eenmansfractie. Op 18 oktober 2020 stapte Krol uit de Partij voor de Toekomst, vanwege een conflict met Eerste Kamerlid Henk Otten, wiens Groep Otten zich op 29 juni 2020 bij de PvdT had aangesloten. Op 19 oktober 2020 kondigde hij aan een nieuwe partij op te richten, Lijst Henk Krol. Met zijn lijst nam Krol deel aan de verkiezingen voor de Tweede Kamer van maart 2021. Hij wist geen zetels te bemachtigen. Bij de Provinciale Statenverkiezingen 2023 was hij lijstduwer voor Sterk Lokaal Flevoland.
Bij de Tweede Kamerverkiezingen 2023 stond hij op de tweede plaats van de kandidatenlijst van BVNL, de partij van Wybren van Haga. De partij behaalde geen zetels.

## Opspraak

### Erectiemiddel Libidfit
In 2005 kwam Krol in opspraak door de verkoop van het erectiemiddel Libidfit. De Hiv Vereniging Nederland waarschuwde al in een vroeg stadium voor het gevaar van de pillen, maar de Gay Krant bleef het middel verkopen. Toen minister Hoogervorst de Tweede Kamer meedeelde dat hij de Inspectie van de Volksgezondheid (IGZ) opdracht zou geven om tegen de Gay Krant op te treden, staakte het blad de verkoop.

### Kritisch artikel tijdschrift Winq
In 2012 probeerde Krol via een advocaat te voorkomen dat het tijdschrift Winq een kritisch artikel over hem publiceerde. Het tijdschrift weigerde aan het verzoek gehoor te geven.

### Hacken medisch systeem
Op 15 februari 2013 werd Krol door de rechtbank Oost-Brabant veroordeeld tot een boete van € 750 voor het hacken van een beveiligd medisch systeem. Dit gebeurde naar aanleiding van een tipgever die meldde dat er in te loggen was met de gebruikersnaam en het wachtwoord 'admin'. Krol, toen nog journalist, kreeg geen gehoor van het betreffende medisch laboratorium 'Diagnostiek voor U' en besloot hierop het lek openbaar te maken.

### Faillissement Gay Krant
In 2013 zijn drie ondernemingen waar Krol DGA van was failliet gegaan, waaronder Best Publishing Group (BPG), dat de Gay Krant uitgaf. De economische omstandigheden waren de krant fataal geworden, meldde het tijdschrift op zijn website. Al langer was bekend dat het tijdschrift in zwaar weer zat en hoge schulden had aan onder andere de Belastingdienst.

### Pensioenen werknemers BPG
Op 4 oktober 2013 openbaarde dagblad de Volkskrant dat toen Krol directeur-grootaandeelhouder van BPG was het bedrijf gedurende een aantal jaren alleen overlijdensrisicopremie voor de werknemers aan de pensioenverzekeraar Nationale-Nederlanden had afgedragen, en niet de pensioenpremie. De verzekeraar had Krol meermalen in brieven op het verzuim aangesproken. Naar aanleiding van deze onthulling stapte Krol op als fractievoorzitter en partijleider van 50PLUS. Krol verklaarde in het televisieprogramma WNL op Zondag op 6 oktober 2013 dat hij het bestaan van de brieven niet kende en dat zijn secretaresse deze zou hebben weggemoffeld.

### Beschuldigingen fraude en oplichting
De accountant van de Stichting Vrienden van de Gay Krant (SVGK, nu in liquidatie) trok de goedkeurende controleverklaring met betrekking tot een projectsubsidie die eerder toegekend en betaald was aan de stichting in. (Krol was daarbij niet direct partij en werd daarom niet gehoord.) De minister van Onderwijs, Cultuur en Wetenschap herzag daarop een subsidie van € 206.833 door deze vast te stellen op nihil en vorderde het bedrag van de stichting terug. Het nieuwe bestuur (drie vereffenaren) stelde als bestuur en ieder privé Krol als voormalig voorzitter persoonlijk aansprakelijk. Ze verweten Krol onder meer dat ze in ieder geval te weinig administratieve stukken van hem als voormalig bestuurder hadden gekregen om zich tegen de terugvordering te verweren. Ze legden conservatoir beslag op twee van zijn woningen, dagvaardden hem vervolgens en deden ook aangifte (zie ook Stichting Vrienden van de Gay Krant). Krol werd in hoger beroep wederom vrijgesproken van subsidiefraude.
Krol werd door de Stichting Vrienden van de Gay Krant (SVGK, nu in liquidatie), beschuldigd van fraude en oplichting. Krol werd de afgelopen jaren in totaal zes maal vrijgesproken van die beschuldigingen door twee rechtbanken en twee gerechtshoven. Zowel de Rijksrecherche als de FIOD kwamen na oriënterende feitenonderzoeken tot de conclusie dat er geen reden tot verdenking was.

### Feliciteren van overleden personen
In november 2015 feliciteerde Krol op Facebook de schrijver Joost Zwagerman met zijn verjaardag, die echter twee maanden daarvoor zichzelf om het leven had gebracht. Een week later feliciteerde hij de kort daarvoor overleden horeca-ondernemer Chris van den Berg.

### Belediging Iraanse ambassadeur
In december 2017 gooide Krol voor de camera van PowNews een zakje pistachenootjes dat hij van de Iraanse ambassadeur als kerstcadeau had gekregen in de vuilnisbak omdat volgens hem alleen mannelijke Tweede Kamerleden dat hadden gekregen. Dit bleek onjuist. De ambassade had het alleen aan de fractievoorzitters en de buitenlandwoordvoerders geschonken en daar zaten ook vrouwen bij. Krol gaf zijn fout toe, maar weigerde excuses te maken.

## Na het Tweede Kamerlidmaatschap
Na zijn Tweede Kamerlidmaatschap exploiteerde Krol in 2021 enige tijd een bed and breakfast in Best. Ook trad hij dat jaar op in populaire televisieprogramma's als Ranking the Stars. In april 2022 was Krol te zien als een van de deelnemers in het Videoland-programma Celebrity Apprentice. In datzelfde jaar was Krol de 'secret singer' in het televisieprogramma Secret Duets. Later in 2022 deed Krol mee aan de kerstspecial van het televisieprogramma De Alleskunner VIPS waar hij als elfde eindigde.